# Kreuzzeitung

Neue Preußische Zeitung

Neue Preußische Zeitung ("Noul Ziar Prusac") a fost un ziar german publicat în Berlin din 1848 până în 1939. Este cunoscut sub numele de Kreuzzeitung sau Kreuz-Zeitung ("Ziarul Crucii") pentru că emblema sa a fost Crucea de Fier.  
Ziarul a fost fondat la 30 iunie 1848 de Hermann Wagener, cu scopul să acționeze ca voce pentru conservatorii prusaci, mai ales Leopold von Gerlach, Ernst Ludwig von Gerlach și Hans Hugo von Kleist-Retzow. A devenit principala arteră de idei al Partidul Conservator Prusac, și s-au opus planurilor lui Otto von Bismarck pentru unificarea Germaniei în anii 1860 și 1870.
Cel mai faimos scriitor pentru Kreuzzeitung a fost Theodor Fontane, care a ținut rubrica Englischer Artikel (Articolul englez), reprezentând corespondența trimisă ziarului în perioada cât a locuit la Londra (1856-1859), alături de alți contribuitori inclusiv Friedrich Wilhelm Adami și Johann Georg Ludwig Hesekiel.
Ziarul Kreuzzeitung era considerat foarte conservator, antidemocratic și sprijinitor al monarhiei prusaco-germane. Ca publicație a Partidului junkerilor feudali și a pastorilor evanghelici ortodocși, făcea parte din publicațiile profund reacționare și antisemite.
Kreuzzeitung a fost preluat de către Partidul Nazist pe 29 august 1937, ultima ediție a fost publicată la 30 iunie 1939.